# 川上憲人
川上 憲人（かわかみ のりと、1957年3月2日 - ）は、日本の精神科医。東京大学名誉教授。東京大学副医学部長、日本産業衛生学会理事長、日本産業ストレス学会理事長などを歴任。紫綬褒章受章。

## 人物・経歴
岡山県津山市出身。1975年岡山県立津山高等学校卒業。1981年岐阜大学医学部医学科卒業、医師免許取得。1985年東京大学大学院医学系研究科社会医学専攻単位取得退学、東京大学医学部公衆衛生学講座助手、医学博士。1990年テキサス大学公衆衛生大学院客員研究員。1991年東京大学医学部客員研究員。
1992年東京大学医学部公衆衛生学講座助手。同年岐阜大学医学部公衆衛生学講座助教授。2000年岡山大学医学部衛生学講座教授。2001年岡山大学大学院医歯学総合研究科衛生学・予防医学分野教授。2002年日本ストレス学会理事。2003年岡山大学医学部長補佐。
2004年岡山大学副医学部長、日本疫学会理事。
2006年東京大学大学院医学系研究科健康科学・看護学専攻精神保健学分野教授、大阪商工会議所メンタルヘルス・マネジメント検定委員会委員、中央労働災害防止協会事業場におけるメンタルヘルス対策評価検討委員会委員。
2007年東京大学大学院医学系研究科公共健康医学専攻精神保健学分野教授、静岡県自殺対策連絡協議会委員 。2008年日本学術会議連携会員、江戸川区自殺防止連絡協議会委員、全国労働衛生団体連合会メンタルヘルス復職支援検討委員会（仮称）委員長、中央労働災害防止協会心の健康問題により休業した労働者の職場復帰支援のための方法等に関する検討委員会委員。2009年中央労働災害防止協会メンタルヘルス教育研修担当養成研修テキスト検討委員会委員、産業医科大学メンタルヘルスサービス認定委員会委員、労働安全衛生総合研究所外部評価委員。
2010年国際行動医学会理事長。
2013年東京大学大学院医学系研究科公共健康医学専攻専攻長、東京大学大学院医学系研究科副研究科長・副医学部長。2014年日本産業ストレス学会理事長。2017年日本産業衛生学会理事長、東京都産業労働局就業施策担当部職場のメンタルヘルス対策推進事業検討会議委員長。2019年厚生労働省大臣表彰（功績賞）受賞。2020年紫綬褒章受章。同年世界保健機関Guideline Development Group (GDG) for Mental Health and Work委員。2022年定年退職、東京大学名誉教授、東京大学大学院医学系研究科客員研究員、淳風会理事。